# Lakh
Un lakh (/læk, lɑːk/; abreujat L; de vegades escrit lac) és una unitat del sistema de numeració indi que equival a cent-mil (100,000; notació científica: 10⁵). En la convenció índia 2,2,3 d'agrupació de dígits, s'escriu com a 1,00,000. Per exemple, a l'Índia 150,000 rupies esdevé 1.5 lakh, escrit ₹1,50,000 o INR 1,50,000.
El terme és àmpliament utilitzat en contextos oficials i informals a Bangladesh, Bhutan, Índia, Myanmar, Nepal, Pakistan i Sri Lanka.
En l'anglès indi, la paraula és utilitzada com un substantiu atributiu i no-atributiu amb plural marcat ("-s") o no. Per exemple: "1 lakh de persones"; "lakhs de persones"; "20 lakh rupies"; "lakhs de rupies". En la forma abreujada, usos com "₹5L" o "₹5 lac" (per "5 lakh rupies") són comuns. En aquest sistema de numeració, 100 lakh és anomenat un crore i és igual a 10 milions.
El terme és també utilitzat per indicar el preu de la plata en el mercat de metalls preciosos internacional, on un lakh equival a 100,000 unces de troia (3,100 quilograms) de plata.

## Etimologia i variants regionals
La paraula moderna lakh representada en sànscrit: लक्ष indicava originalment una "marca, objectiu, participació en un joc", però també s'utilitzava com el nombre "100,000" en sànscrit clàssic durant l'era Gupta (Yājñavalkya Smṛti, Harivaṃśun).
- En Assamès: লক্ষ lokhyo, o লাখ lakh
- En Bengalí: nadiu (tadbhava) conegut com a লাখ lākh, encara que alguns utilitzen l'arda-tatsama লক্ষ lokkho.
- En Divehi: ލައްކަ la'kha
- En Gujarati: લાખ lākh
- En Kanarès: ಲಕ್ಷ lakṣha
- En Caixmiri: lachh
- En Khasi: lak
- En Malaialam: ലക്ഷം laksham
- En Marathi: लाख / लक्ष lākh/laksha
- En Manipuri: ꯂꯥꯛ lāk
- En Nepalès: लाख lākh
- En Oriya: ଲକ୍ଷ lôkhyô
- En Panjabi: (Shahmukhi: Gurmukhi: ਲੱਖ) lakkh
- En Singalès: ලක්ෂ lakṣa
- En Tàmil: இலட்சம் ilatcham
- En Telugu: లక్ష lakṣha
- En Urdú: lākh